# Chawé
Chawé (ou Chaoué) est un village du Cameroun à la frontière avec le Tchad. Il est situé dans la commune de Blangoua du département de Logone-et-Chari qui borde le lac Tchad dans la région Région de l'Extrême-Nord.  

## Population
Lors du recensement de 2005, 476 personnes y ont été dénombrées.